# Preparaty do leczenia żywieniowego
Preparaty do leczenia żywieniowego dzielą się na dwie główne kategorie, biorąc pod uwagę drogę stosowania:
- Preparaty stosowane do żywienia przez przewód pokarmowy – żywienie dojelitowe
- Preparaty stosowane do żywienia pozajelitowego

## Preparaty stosowane do żywienia przez przewód pokarmowy –żywienie dojelitowe
Wyróżnia się wiele kategorii preparatów do żywienia dojelitowego, które wzajemnie się krzyżują:
- Zawartość składników odżywczych:
  - Preparaty monomeryczne. – diety elementarne. Charakteryzują się obecnością białka w formie niewymagającej trawienia, to znaczy w formie aminokwasów lub dwupeptydów, czy też trójpeptydów. Bywa też stosowany tłuszcz MCT, który też lecz w ograniczonym zakresie wymaga trawienia. Wolne monosacharydy są stosowane rzadko.
  - Preparaty polimeryczne. Preparaty oparte są na nieprzetworzonych surowcach. Wymagają zachowanych procesów trawienia. Źródłem białka jest najczęściej kazeina mleka krowiego lub białko sojowe

- Sposób podawania:
  - Preparaty do podawania doustnego.Cechą charakterystyczną tej grupy preparatów jest akceptowalny przez pacjentów smak, a przede wszystkim zapach. Największe problemy przynosi producentom zamaskowanie zapachu witaminy B1 oraz zapachu i smaku jakie wnoszą hydrolizaty białka mleka krowiego.
  - Preparaty, które przeznaczone są do podawania przez zgłębnik. Smak i zapach w przypadku tych preparatów nie ma znaczenia.
- Przeznaczenie dla chorych:
  - Preparaty standardowe – dla chorych o standardowym zapotrzebowaniu na składniki odżywcze. Preparaty, których skład oraz proporcje składników odżywczych odpowiadają zapotrzebowaniu dorosłego człowieka bez specjalnych wymagań żywieniowych.
  - Preparaty specjalistyczne dla chorych o specyficznym zapotrzebowaniu na składniki odżywcze.
    - preparaty do leczenia żywieniowego dla dzieci
      - preparaty dla dzieci z fenyloketonurią
      - preparaty dla dzieci z nietolerancją białka mleka krowiego
      - preparaty dla "niejadków"

    - preparaty dla osób z niewydolnością oddechową
    - preparaty dla osób ze skłonnością do biegunek
    - preparaty bez błonnika pokarmowego
    - preparaty z błonnikiem pokarmowym
    - preparaty dla pacjentów z chorobą nowotworową
    - preparaty dla pacjentów w stanie krytycznym

## Preparaty stosowane wżywieniu pozajelitowym
Do tej grupy należą preparaty sklasyfikowane następująco:
- Preparaty, z których przyrządza się mieszaninę odżywczą:
  - Roztwory aminokwasów
  - Roztwory węglowodanów
  - Emulsje tłuszczowe
  - Witaminy
  - Elektrolity
  - Pierwiastki śladowe
- Preparaty zawierające roztwór węglowodanów i aminokwasów wraz z elektrolitami – worki dwukomorowe
- Preparaty zawierające roztwór węglowodanów i aminokwasów wraz z elektrolitami wraz z emulsją tłuszczową – worki trójkomorowe.

Przeczytaj ostrzeżenie dotyczące informacji medycznych i pokrewnych zamieszczonych w Wikipedii.